# MGP Nordic 2009
MGP Nordic 2009 var det femte nordiske Melodi Grand Prix for børn. Konkurrencen blev afholdt den 28. november 2009 i Stockholm, Sverige.
De deltagende lande var Norge, Sverige, Danmark og Finland. Hvert land valgte to sange til at deltage i den første runde og den med flest point fra hvert land fortsatte til super-finalen, som blev vundet af Ulrik fra Sverige med sangen "En vanlig dag".
| Nr. | Land    | Sprog  | Repræsentant         | Sang                      | Dansk oversættelse     | Resultat                             |
| --- | ------- | ------ | -------------------- | ------------------------- | ---------------------- | ------------------------------------ |
| 1   | Norge   | Norsk  | Mystery              | Rock e sunt               | Rock er sundt          | (Stemt ud i første afstemningsrunde) |
| 2   | Finland | Svensk | Amanda               | Jag vill leva             | Jeg vil leve           | 20 point, delt tredjeplads           |
| 3   | Danmark | Dansk  | PelleB               | Kun min                   | -                      | 28 point, andenplads                 |
| 4   | Norge   | Norsk  | Jørgen               | Din egen vei              | Din egen vej           | 20 point, delt tredjeplads           |
| 5   | Finland | Svensk | The Black White Boys | Kommer du ihåg mig?       | Husker du mig?         | (Stemt ud i første afstemningsrunde) |
| 6   | Sverige | Svensk | Ulrik                | En vanlig dag             | En almindelig dag      | 36 point, vinder                     |
| 7   | Danmark | Dansk  | Engledrys            | Familien – Min bedste ven | -                      | (Stemt ud i første afstemningsrunde) |
| 8   | Sverige | Svensk | Rebecca              | Skaffa en annan tjej      | Find dig en anden pige | (Stemt ud i første afstemningsrunde) |